# James Stopford (6. hrabia Courtown)
James Walter Milles Stopford (ur. 3 marca 1853 w Londynie przy Cavendish Square nr 34, zm. 18 lipca 1933 w Londynie przy Chesham Place nr 7) – brytyjski arystokrata, najstarszy syn Jamesa Stopforda, 5. hrabiego Courtown, i Elizabeth Milles, córki George’a Millesa, 4. barona Sondes.
Od 1858 r. nosił tytuł wicehrabiego Stopford. W latach 1866–1871 kształcił się w Eton College. Naukę kontynuował w Trinity College na Uniwersytecie w Cambridge. W 1877 r. został szeryfem hrabstwa Wexford. W 1878 r. otrzymał analogiczne stanowisko w hrabstwie Carlow. Był adiutantem lorda Carnarvona, kiedy ten był lordem namiestnikiem Irlandii. 27 lipca 1901 r. został lordem namiestnikiem i Custos Rotulorum hrabstwa Wexford. Po śmierci ojca w 1914 r. odziedziczył tytuł hrabiego Courtown i zasiadł w Izbie Lordów.
27 kwietnia 1876 r. w kościele św. Jerzego na Hanover Square w Londynie poślubił Catherine Neville (8 sierpnia 1855 – 12 sierpnia 1884), córkę Richarda Neville’a, 4. barona Braybrooke, i lady Charlotte Graham-Toler, córki 2. hrabiego Norbury. James i Catherine mieli razem trzech synów i córkę:
- James Richard Neville Stopford (16 września 1877 – 25 stycznia 1957), 7. hrabia Courtown
- wiceadmirał Arthur Stopford (29 kwietnia 1879 – 25 maja 1955), kawaler rosyjskiego Orderu św. Stanisława II klasy z mieczami, Legii Honorowej oraz Orderu św. Michała i św. Jerzego, attaché morski przy brytyjskiej ambasadzie w Waszyngtonie, adiutant króla Jerzego V, ożenił się z Mary Chester-Master i Elsą Hinke, miał dzieci z pierwszego małżeństwa, jego córka poślubiła generała sir Petera Hunta
- Sybil Stopford (25 kwietnia 1882 – 31 marca 1946), żona kapitana Colina Laurence’a, nie miała dzieci
- kapitan Guy Stopford (3 sierpnia 1884 – 10 czerwca 1954), ożenił się z Rosalinde Townley, nie miał dzieci

Drugą żoną Courtowna została 25 września 1886 r. w kościele św. Pawła w Londynie Gertrude Mills (zm. 15 marca 1934), córka generała Charlesa Millsa i Gertrude Whitbread, córki Samuela Whitbreada. James i Gertrude mieli razem jednego syna i cztery córki:
- Eileen Stopford (11 października 1887 – 11 sierpnia 1978), żona majora Montagu Duberly'ego OBE, miała dzieci
- Alma Stopford (ur. 24 stycznia 1889), żona podpułkownika Geoffreya Hoare’a CBE, miała dzieci
- Edith Mary Stopford (ur. 31 października 1890), żona brygadiera Waltera Brooke’a CBE, nie miała dzieci
- Charles William Stopford (ur. 1 sierpnia 1892)
- Marjorie Gertrude Stopford (14 sierpnia 1904 – 27 października 1996)

Lord Courtown zmarł w 1933 r. Został pochowany 21 lipca na cmentarzu City of Westminster w Londynie. Jego następcą został jego najstarszy syn.